# 2010年世界男子冰球錦標賽
2010年世界男子冰球錦標賽為國際冰球總會舉辦的74屆賽事。48個國家和地區的代表隊參加4個級別的比賽。2010年世界冰球錦標賽於2010年5月7日至23日在德國蓋爾森基興、曼海姆和科隆舉行。

## 冠軍錦標賽
| A組 - 白俄羅斯 - — 降級到第一級 - 俄羅斯 - 斯洛伐克 | B組 - 加拿大 - 義大利 — 降級到第一級 - 拉脫維亞 - 瑞士 | C組 - 捷克 - 法國 - 挪威 - 瑞典 | D組 - 丹麦 - 芬兰 - 德国 - 美国 |

## 第一級
| A組 - 奥地利 — 升級到2011年冠軍錦標賽 - 日本 - 立陶宛 - 荷蘭 - 塞爾維亞 — 降級到2011年第二級 - 乌克兰 | B組 - — 降級到2011年第二級 - 英國 - 匈牙利 - 波蘭 - 斯洛維尼亞 — 升級到2011年冠軍錦標賽 |

## 第二級
| A組 - 比利时 - 保加利亚 - 西班牙 — 升級到2011年第一級 - 墨西哥 - 土耳其 — 降級到2011年第三級 | B組 - 中國 - 爱沙尼亚 — 升級到2011年第一級 - 冰島 - 以色列 — 降級到2011年第三級 - 新西兰 - 羅馬尼亞 |

## 第三級
| A組 - 希腊 - 愛爾蘭 — 升級到2011年第二級 - 盧森堡 - 阿联酋 | B級 - 亞美尼亞 - 蒙古国 - — 升級到2011年第二級 - 南非 |

## 外部連結
- 國際冰球總會（页面存档备份，存于）